# Hugh Munro
Pour les articles homonymes, voir Munro.
Sir Hugh Thomas Munro (1856-1919) est un alpiniste écossais, qui a réalisé un inventaire des montagnes écossaises de plus de 3 000 pieds (914,4 m), connues sous le nom de Munros.

## Biographie
Hugh Thomas Munro est né le 16 octobre 1856 à Londres, mais a grandi en Écosse.
Il a voyagé dans le monde entier, en Afrique, Russie, Amérique du Nord et Pacifique.
Il fonde le Scottish Mountaineering Club dont il devient président.
Sa liste des montagnes écossaises de plus de 3 000 pieds, les Munro's Tables, a été publiée dans le Scottish Mountaineering Club Journal en 1891.
Il est mort le 19 mars 1919 lors de la pandémie de grippe espagnole.